# Kundur, Kadur
Kundur là một làng thuộc tehsil Kadur, huyện Chikmagalur, bang Karnataka, Ấn Độ.